# سالم أحمد سلامة
سالم أحمد عبد الهادي سلامة، فلسطيني من قطاع غزة (ولد بمعسكر المغازي، 21/12/1951م)، رئيس سابق لرابطة علماء فلسطين، ونائب في المجلس التشريعي الفلسطيني من 25-يناير 2005 

## حياته وتعليمه
- تعود جذوره إلى قرية بيت طيما في فلسطين المحتلة، ومتزوج من اثنتين، ورزق بعشرة من الأولاد، 7 ذكور، و 3 إناث.

درس الشيخ الدكتور سالم أحمد سلامة الابتدائية في مدارس وكالة الغوث وتشغيل اللاجئين الفلسطينيين بمخيم المغازي وسط قطاع غزة عام 1964م.
- درس الاعدادية في مدرسة ذكور المغازي الإعدادية للاجئين فلسطين - قطاع غزة، شهادة التعليم الاعدادي عام 1967م.
- درس الثانوية العامة في مدرسة المنفلوطي الثانوية في دير البلح الفرع العلمي شهادة الثانوية العامة 1970م.
- درس في مركز التدريب المهني - قلنديا- القدس فلسطين - الضفة الغربية سكرتاريا وإدارة مكاتب دبلوم - تجارة 1973م.
- مدرسة التمريض فلسطين -غزة مستشفى الشفاء دبلوم التمريض العملي 1976م.
- جامعة الملك عبد العزيز المملكة العربية السعودية - مكة المكرمة الدعوة وأصول الدين -البكالوريوس الكتاب والسنة 1980م.
- جامعة أم القرى بمكة المكرمة الكتاب والسنة وعلومهما الماجستير 1983م.
- جامعة أم القرى بمكة المكرمة في الحديث الشريف وعلومه الدكتوراه 1987م.

## التعليم
- البكالوريوس في الدعوة وأصول الدين. من جامعة الملك عبد العزيز – بمكة المكرمة.سنة 1400هـ، الموافق 1980م.
- الماجستير في الكتاب والسنة (الحديث الشريف وعلومه) من جامعة أم القرى – بمكة المكرمة سنة 1403هـ، الموافق 1983م
- الدكتوراه في الحديث الشريف وعلومه من جامعة أم القرى – بمكة المكرمة سنة 1407هـ، الموافق 1987م
- أستاذ مشارك في الحديث الشريف وعلومه من مجلس الجامعة الإسلامية في 30/12/2002م

## الوظائف التي قام بها
- ممرض في مستشفي دار الشفاء بغزة.
- اماماً لمسجد جامعة أم القرى بمكة المكرمة.
- أستاذ مساعد في كلية أصول الدين بالجامعة الإسلامية بغزة من 1987م.
- القائم بأعمال عميد كلية أصول الدين وذلك من 19 نوفمبر 1987م حتى 7/1/1990م.
- القائم بأعمال نائب رئيس الجامعة للشئون الأكاديمية في الجامعة الإسلامية بغزة وذلك من 7 يناير 1990م حتى 24/7/1992م.
- القائم بأعمال رئيس الجامعة الإسلامية بغزة وذلك من 24/7/1992 وحتى الإبعاد إلى مرج الزهور في لبنان في 17/12/1992م.
- القائم بأعمال نائب رئيس الجامعة للشئون الأكاديمية بالجامعة الإسلامية بغزة وذلك من سبتمبر 1993 وحتى 14/10/1995م.
- القائم بأعمال عميد شئون الطلبة في الجامعة الإسلامية بغزة وذلك من 14 أكتوبر 1995 حتى أكتوبر 1997م.
- القائم بأعمال عميد الدراسات المسائية وذلك من أكتوبر 1997 حتى شهر أغسطس 1999
- القائم بأعمال عميد كلية أصول الدين من أغسطس 1999 حتى أغسطس 2001م.
- رئيس قسم الحديث الشريف وعلومه من سبتمبر2002 حتى 16/8/2003م.
- الأستاذ المشارك في قسم الحديث الشريف وعلومه من ديسمبر 2002م حتى تاريخه.
- عميد كلية أصول الدين من 16/8/2003 م وحتى 15/8/2005م.
- عضو المجلس التشريعي الفلسطيني من 25-يناير 2005 إلى الآن.

## إبعاده
كان مع المئات من أعضاء حركة حماس ممن أبعدو لمرج الزهور في جنوب لبنان عام 1992، حيث قضى عاماً كاملاً في الإبعاد.

## أعمال وعضويات شغلها
- رئيس رابطة علماء فلسطين وأحد مؤسسيها.
- عضو الجمعية العامة في الاتحاد العالمي لعلماء المسلمين.
- عضو لجنة الإفتاء في الجامعة الإسلامية بغزة.
- عضو إدارة مجلس جمعية الصلاح الإسلامية – بغزة.
- رئيس مجلس شورى حزب الخلاص الوطني الإسلامي بفلسطين.
- عضو نقابة التمريض الفلسطينية.
- رئيس لجنة الأصلاح في مخيم المغازي.

## مسيرة الشيخ بالجامعة الإسلامية بغزة
عاد الشيخ إلى قطاع غزة بعد حصوله على درجة الدكتوراه في الحديث الشريف وعلومه من جامعة أم القرى بدولة السعودية الشقيقة وأصبح فضيتله عميداً لكلية أصول الدين بالجامعة الإسلامية وما لبث وقد أصبح رئيساً للجامعة الإسلامية عمل الشيخ على جلب الاعتراف العربي بالجامعة الإسلامية التي رفض الاحتلال الصهوني الاعتراف بها فغادر فضيلته على جمهورية مصر العربية ليعقد لقاءات مع اساتذته وشيوخه الذين درسوه بالدراسات العليا في مكة المكرمة ولقد أفلحت هذه اللقاءات بمشيخة جامعة الأزهر بالقاهرة واللقاءات مع المخابرات المصرية إلى زيارة رئيس المخابرات المصرية إلى غزة وقد استضافه الشيخ في منزله ونتج عن ذلك اعتراف جمهورية مصر العربية بالجامعة الإسلامية بغزة. قام الشيخ بافتتاح كلية التمريض بالجامعة الإسلامية عام 1992 بعد تأجيل افتتاحها أكثر من مرة بسبب منع الاحتلال مما أدى إلى اعتقاله من العدو الصهوني الذي رفض وجود الكلية مطلقاً.
ثم قام الشيخ رئيس الجامعة د. سالم سلامة بافتتاح كلية الهندسة في نفس العام1992 وجلب إليها كادراً من الأكاديمين والمتخصصين النادر وجودهم على مستوى الوطن في حينها مما أدى إى نهضة واسعة بالجامعة الاسلامة

## المساهمة بتأسيس رابطة علماء فلسطين
وفي ظل الأحداث المتلاحقة التي تجري على ثرى الأرض المقدسة فلسطين الحبيبة، واشتعال إنتفاضة الحجارة، وللحاجة المُلِحة إلى مرجعية علمية شرعية، توجه الناس إلى دينهم، وتُؤصل لهم ما يستجد من قضايا، وتعمل على دعم ثبات الشعب الفلسطيني على أرضه وتعزيز صموده.
- وفي ظل الحاجة الماسة لتفعيل دور العلماء، ليقوموا بدورهم الريادي الذي كتبه ربهم سبحانه وتعالى عليهم، فقد قامت كوكبة من علماء فلسطين بتأسيس رابطة جامعة لعلماء فلسطين في غزة والضفة الغربية والقدس المحتلة، تسعى إلى تحقيق الأهداف التي أمر بها الله سبحانه، ونبيه -صلى الله عليه وسلم- بالحكمة والموعظة الحسنة، وتكون إطاراً جامعاً لعلماء الشعب الفلسطيني العاملين، ولتكون مرجعية لقيادة الانتفاضة المباركة وقد تحقق ذلك – ولله الحمد –
- فقد اجتمع العلماء في قطاع غزة عام 1991 ليكون اجتماعهم هذا النواة التي تتأسست منها رابطة علماء فلسطين برئاسة الشيخ د. سالم أحمد سلامة رئيس الجامعة الإسلامية في حينها وقد كان من مخرجات هذا الاجتماع تأسيس هيئة للعلماء سميت برابطة علماء فلسطين، ولما كان ضروريا أن تكون لرابطة علماء فلفسطين تواجدٌ على كل الأرض الفلسطينية فقد تقرر اعلان الرابطة انطلاقاً من المسجد الأقصى المبارك، عاصمة فلسطين وذلك في شهر محرم عام 1412هـ، الموافق لشهر تموز لسنة 1992م وقام الشيخ حامد سليمان البيتاوي -رحمه الله- برئاسة الرابطة في المحافظات الشمالية وكان الشيخ د. سالم أحمد سلامة رئيساً للرابطة في المحافظات الجنوبية، وقد افتتحت الرابطة مقرها في غزة مؤقتاً إلى أن يم افتتاح المقر الرئيس في القدس الشريف إن شاء الله محررةً من دنس الاحتلال الصهيوني.
- ولقد استهدف الاحتلال الصهيوني الرابطة علماء فلسطين عبر اعتقال مؤسسها واغلاق مقراتها في غزة والضفة الغربية، كما أبعد العدو الصهيوني رؤساء الرابطة في الضفة وغزة الشيخ د. سالم سلامة رئيس الرابطة في المحافظات الجنوبية والشيخ حامد البيتاوي رئيس الرابطة في المحافظات الشمالية ولفيف من أعضاء الجمعية العمومية بالرابطة مع العشرات إلى العشرات من قادة الشعب الفلسطيني إلى جنوب لبنان في محاولة يائسة إلى القضاء على الرابطة في مهدها أو الحد من تأثيرها إلا إنه فشل في ذلك.
- ولقد أصدرت رابطة علماء فلسطين حين تأسيسها عام1992 كتيب أبرزت فيه أعضاء الجمعية العامة التأسيسية برابطة علماء فلسطين في قطاع غزة والضفة الغربية والقدس المحتلة.

## المؤتمرات التي شارك فيها
1. رئيس مؤتمر الدعوة ومتغيرات في 16-17/4/2005م، كلية أصول الدين بالجامعة الإسلامية بغزة.
2. رئيس مؤتمر قانون العقوبات سنة 2003
3. ر الشيخ الإمام الشهيد أحمد ياسين 21– 23 مارس 2005م بالجامعة الإسلامية بغزة
4. مؤتمر التربية في فلسطين ومتغيرات العصر 23–24 نوفمبر 2004م. بالجامعة الإسلامية بغزة
5. ورشة عمل عن دور العلماء في تغيير ونهضة الأمة (حياة الشيخ حامد البيتاوي رحمه الله)
6. مؤتمر نصرة النبي - جامعة الأقصى
7. مؤتمر دور العالماء في ترسيخ الأمن بمشاركة وزير الداخلية هاني القواسمي 19 أبريل 2007
8. مؤتمر مكافحة الجريمة
9. مؤتمر الأقصى القضية والدور المطلوب
10. مؤتمر العلماء والقضية الفلسطينية واقع وآمال
11. حق العودة للاجئين الفلسطينيين الموقف الشرعي والسياسي
12. مؤتمر وفاء العلماء لمسري سيد الانبياء
13. مؤتمر الوفاق الإسلامي المسيحي
14. القضاء العرفي في ميزان الشريعة الإسلامية.
15. ضوابط الخطاب الدعوي في ظل الربيع العربي.
16. المخالفات الشرعية في القضايا العرف.
17. حجارة السجيل انتصار من قلب الحصار

## مقالات منشورة
- بحث مقدم إلى مؤتمر الصحوة الإسلامية والغرب بهولندا.
- عشرات المقالات عن مدينة القدس.
- مقالات عن الحج.
- مقالات عن الأضحية.
- مقالات عن دور المرأة المسلمة.
- مقالات عن الحرب الأفغانية.
- مقالات نصف أسبوعية في صحيفة الرسالة المحلية.
- الخطب والدروس والمواعظ (مسموعة) على موقع Rabetah
- خطيب الجمعة في مسجد الدعوة في معسكر المغازي.

## بحوث محكمة
- القيم الأخلاقية والعلمية في حديث أصحاب الأخدود.
- منهج النبي في تصحيح الخطأ عند الصحابة رضوان الله تعالى عليهم أجمعين
- كتاب دراسات في السيرة النبوية المشرفة. (مشترك)
- إثبات تواتر حديث (تحرك جبل أحد). (مشترك) 2003م
- التجسس الاقتصادي في الكتاب والسنة. (مشترك)2003م
- دور الوالدين والأسرة في حياة المعاق في الكتاب والسنة.(مشترك) 2004م
- معوقات التسجيل الذاتي باستخدام الحاسوب والإنترنت لدى طلبة الجامعة الإسلامية بغزة. (مشترك) 2004م
- التأصيل العملي لأساليب التعليم في السنة النبوية. مقدم إلى مؤتمر التربية في فلسطين ومتغيرات العصر المنعقد في كلية التربية في الجامعة الإسلامية بغزة من 23-24 نوفمبر 2004م.
- الهدنة مع يهود في نظر الإمام الشيخ أحمد ياسين مقدم إلى مؤتمر الشيخ الإمام الشهيد أحمد ياسين والذي أقامته كلية الآداب في الجامعة الإسلامية بغزة في 21-23/3/2005م
- التقنية وأثرها في خدمة الدعوة الإسلامية عبر أسرار أحاديث الطهارة، مقدم إلى مؤتمر الدعوة الإسلامي

## شيوخه
- الشيخ عبد القادر إسماعيل من دير سنيد – فلسطين
- الشيخ محمد إسماعيل العبادلة من النعاني – فلسطين
- الشيخ بسيسو - غزة – فلسطين
- الشيخ الحاج سعيد النجدي من يافا – فلسطين
- الشيخ د. شاكر فياض – الأردن
- الشيخ محمد القاسمي- سوريا
- الشيخ محمد نور عتر – سوريا
- الشيخ محمد الغزالي السقا- مصر
- الشيخ سيد سابق- مصر
- الشيخ مصطفى كامل – مصر
- الشيخ محمد قطب - مصر
- الشيخ محمد سعيد البوطي – سوريا
- الشيخ محمد أحمد نور سيف – السعودية
- الشيخ د. محمد علوي المالكي- السعودية
- الشيخ د. محمد الرسيني - السعودية

## وصلات خارجية
زوال الظالمين سنة رب العالمين
تلاوة نادرة للشيخ د. سالم سلامة عام 1992
الانتفاضة الفلسطينية الأولى
مؤتمر النصرة للقدس والأقصى
مؤتمر الدعوة الإسلامية ومتغيرات العصر
رئيس رابطة علماء فلسطين يدعوا لنضرة المدينة المقدسة
فضل الرباط في سبيل الله